# أفتوري
أفتوري (بالروسية: Автуры) هي مدينة في جمهورية الشيشان في روسيا. ويبلغ عدد سكانها حوالي 19,783 نسمة.